# Andrew Laszlo
Andrew Laszlo (* 12. Januar 1926 in Pápa, Ungarn; † 7. Oktober 2011) war ein US-amerikanischer Kameramann ungarischer Herkunft.

## Leben
Andrew Laszlo gelangte schon im Jahr seiner Geburt mit seinem Vater, dem Kameramann Ernest Laszlo in die Vereinigten Staaten. Nach dem Militärdienst im Zweiten Weltkrieg wählte er denselben Beruf wie sein Vater, zunächst als Assistent und ab 1963 als Chefkameramann. So war er beispielsweise in den Jahren 1962/63 für mehrere Episoden der Fernsehserie Gnadenlose Stadt tätig, daran anschließend war er vornehmlich an Filmproduktionen beteiligt. Sein Schaffen umfasst mehr als 40 Produktionen, zuletzt trat er 1992 in Erscheinung.

## Filmografie (Auswahl)
- 1966: Big Boy, jetzt wirst Du ein Mann! (You’re a Big Boy Now)
- 1966: The Beatles at Shea Stadium
- 1968: Die Nacht, als Minsky aufflog (The Night They Raided Minsky’s)
- 1969: Leben um jeden Preis (Popi)
- 1970: Die Eule und das Kätzchen (The Owl and the Pussycat)
- 1970: Liebhaber und andere Fremde (Lovers and Other Strangers)
- 1970: Nie wieder New York (The Out-of-Towners)
- 1973: College-Liebe (Class of '44)
- 1973: Der Mann ohne Vaterland (The Man Without a Country)
- 1977: Ich habe recht und du bist schuld (Thieves)
- 1978: Abenteuer in Key West (Hunters of the Reef)
- 1978: Rendezvous mit einer Leiche (Somebody Killed Her Husband)
- 1979: Die Warriors (The Warriors)
- 1980: Griff nach den Sternen (Top of the Hill)
- 1981: Das Kabinett des Schreckens (The Funhouse)
- 1981: Die letzten Amerikaner (Southern Comfort)
- 1982: Ich, der Richter (I, the Jury)
- 1982: Rambo (First Blood)
- 1983: Operation Comeback (Love Is Forever)
- 1984: Nachts werden Träume wahr (Thief of Hearts)
- 1984: Straßen in Flammen (Streets of Fire)
- 1985: Remo – unbewaffnet und gefährlich (Remo Williams: The Adventure Begins)
- 1985: That’s Dancing!
- 1986: Poltergeist II – Die andere Seite (Poltergeist II: The Other Side)
- 1987: Die Reise ins Ich (Innerspace)
- 1989: Star Trek V: Am Rande des Universums (Star Trek V: The Final Frontier)
- 1990: Ghost Dad
- 1992: Die Zeitungsjungen (Newsies)

## Auszeichnung
- 1981: Emmy-Nominierung für die Fernsehserie Shogun